# Veselice
Veselice (en allemand : Wesselitz) est une commune du district de Mladá Boleslav, dans la région de Bohême-Centrale, en République tchèque. Sa population s'élevait à 134 habitants en 2020.

## Géographie
Veselice se trouve à 5 km au nord de Dolní Bousov, à 16 km à l'est de Mladá Boleslav et à 61 km au nord-est de Prague.
La commune est limitée par Domousnice à l'ouest et au nord, par Dolní Bousov au nord, par Zelenecká Lhota et Bačalky à l'est, et par Rokytňany au sud.

## Histoire
La première mention écrite de la localité date de 1397.

## Transports
Par la route, Veselice se trouve à 7,5 km de Dolní Bousov, à 18 km de Mladá Boleslav et à 75 km du centre de Prague.